# Ecomostro
Un ecomostro, nel linguaggio giornalistico italiano, è un edificio o un complesso di edifici considerati gravemente incompatibili con l'ambiente naturale circostante, prevalentemente riguardo all'impatto visivo.
Ecomostro è un termine coniato da Legambiente per definire l'Hotel Fuenti, situato sulla costa amalfitana, che è stato descritto come "l'edificio abusivo più famoso d'Italia". In seguito, il termine si è esteso ad altri edifici abusivi o non abusivi che danneggiano in modo irreparabile la bellezza del paesaggio, in tutta Italia. L'Hotel Fuenti è stato costruito nel 1971 su una preziosa scogliera di tufo, senza le necessarie autorizzazioni, in violazione dei vincoli ambientali e paesaggistici.

## Esempi di ecomostri in Italia
Alcuni complessi architettonici che sono stati definiti "ecomostri" dalla stampa nazionale.

### Calabria
- Palazzo Mangeruca, Torre Melissa, Melissa (Crotone), demolito;

### Campania
- Hotel Alimuri, Sorrento, (Napoli), demolito;[2][3]
- Hotel Fuenti, Vietri sul Mare (Salerno), parzialmente demolito;[1]
- Vele di Scampia, Scampia, Napoli;[4]

### Lazio
- Corviale, Roma;[5]

### Liguria
- Le Lavatrici, Pra' (Genova)[6]

### Lombardia
- Consonno, Olginate (Lecco);[2]

### Marche
- Hotel House, Porto Recanati (Macerata);[7]

### Puglia
- Complesso di Punta Perotti, Bari, demolito;[8]

### Sicilia
- Promontorio Pizzo Sella, Palermo;[2][9]